# 多福院 (戸田市)
多福院（たふくいん）は、埼玉県戸田市にある真言宗智山派の寺院。

## 歴史
1382年（永徳2年）、桃井直和の開基である。直和は戸田城の城主であり、自らの武運長久と領民の繁栄を祈るため、定顕を開山として招聘し、寺を創建した。
江戸時代、幕府は軍事演習をするに際して、地形調査を行い、当院が要害の地にあったことから、多くの寺領が与えられたという。

## 交通アクセス
- 戸田公園駅より徒歩6分。